# Jakov Drobnis
Jakov Naumovitj Drobnis (ryska: Яков Наумович Дробнис), född 6 mars (n.s.) 1890 i Gluchov i guvernementet Tjernigov i Kejsardömet Ryssland (nu Hluchiv i Sumy oblast i Ukraina), död 1 februari 1937 i Moskva, var en sovjetisk politiker. 

## Biografi
Jakov Drobnis var son till en ukrainsk skomakare. Han gick 1907 med i Rysslands socialdemokratiska arbetareparti och anslöt sig till bolsjevikfraktionen. På 1920-talets tillhörde Drobnis vänsteroppositionen under Lev Trotskij.
Under den stora terrorn greps Drobnis i september 1936 och åtalades vid den andra Moskvarättegången; han erkände sig skyldig till sabotage. Drobnis dömdes till döden och avrättades genom arkebusering den 1 februari 1937. Han och de andra avrättades kroppar begravdes på Nya Donskojkyrkogården. Drobnis rehabiliterades först 1988.

## Galleri
- Conquest, Robert (1971). Den stora terrorn: Stalins skräckvälde under 30-talet. Stockholm: Prisma
- ”Report of Court Proceedings in the Case of the Anti-Soviet Trotskyite Centre and The Moscow Trial”. People's Commissariat of Justice of the USSR. https://academic.oup.com/ia/article-abstract/16/4/639/2654791?redirectedFrom=fulltext. Läst 6 februari 2023.